# Sejm Rzeczypospolitej Polskiej

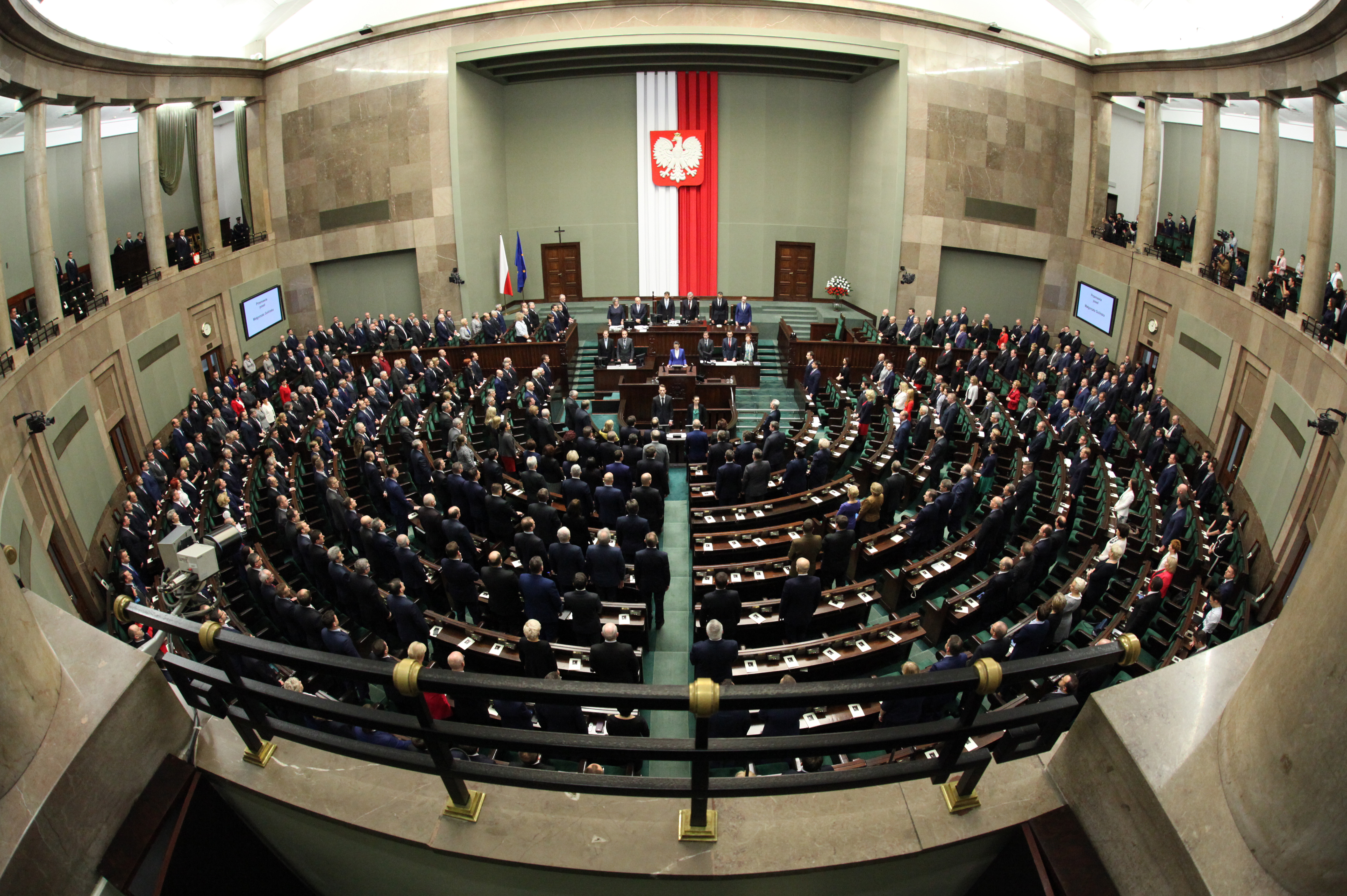
Sala Posiedzeń w Sejmie

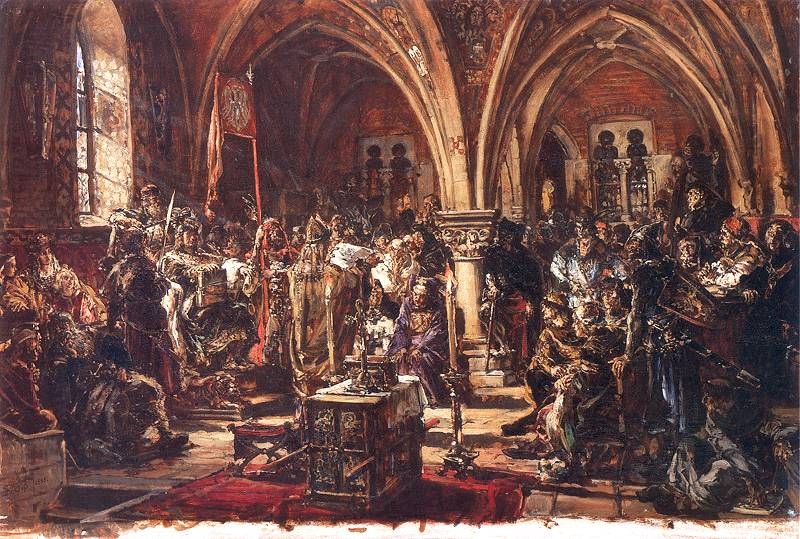
Pierwszy sejm w Łęczycy w 1180, wg Jana Matejki

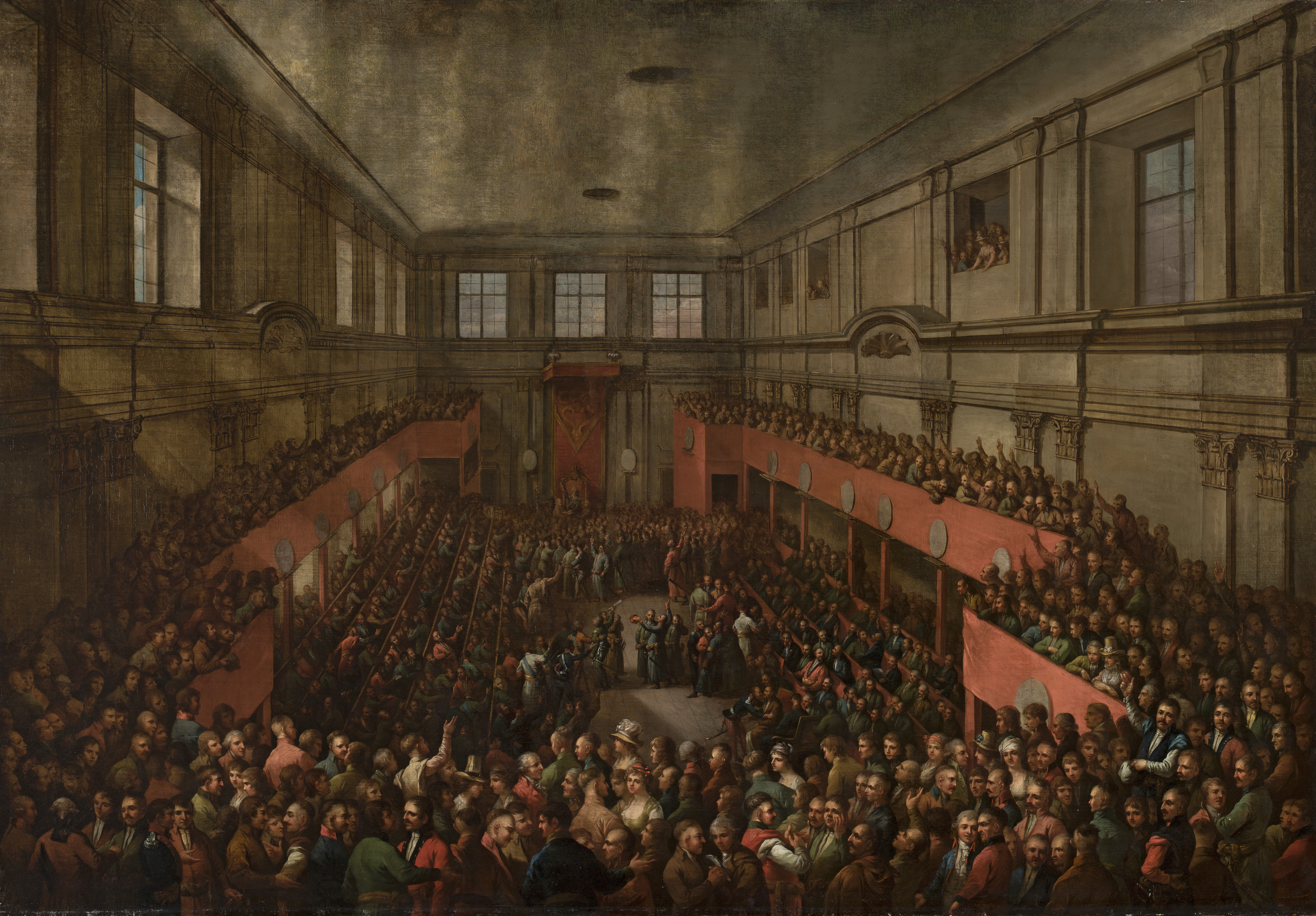
Uchwalenie Konstytucji 3 maja, obraz Kazimierza Wojniakowskiego z 1806 roku

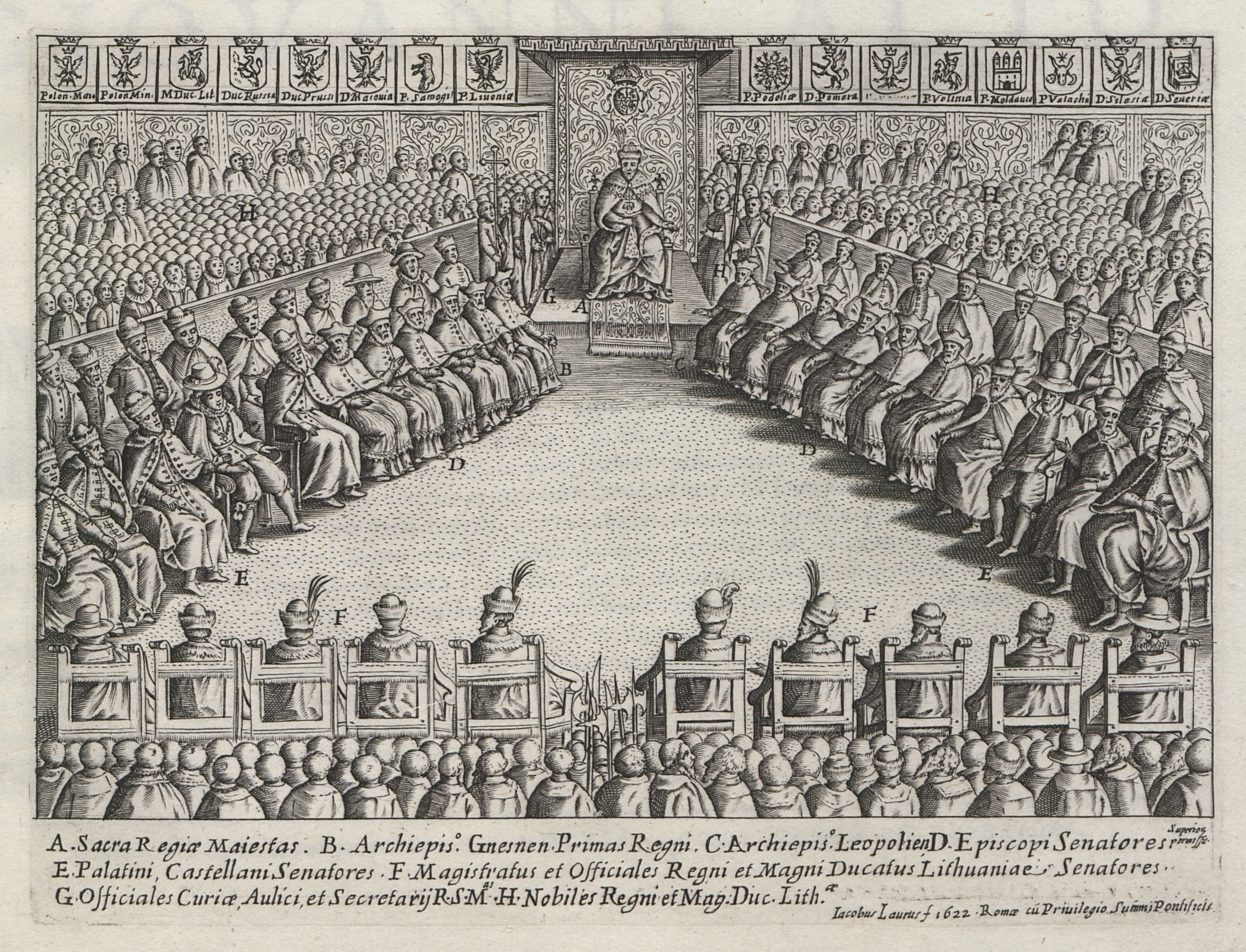
Sejm walny za panowania Zygmunta III Wazy 1622

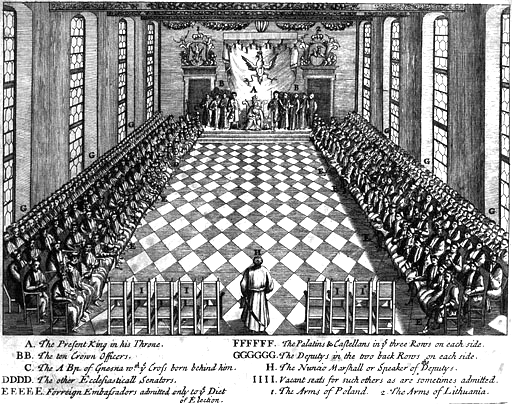
Sejm koronacyjny za panowania Augusta II Mocnego 1698

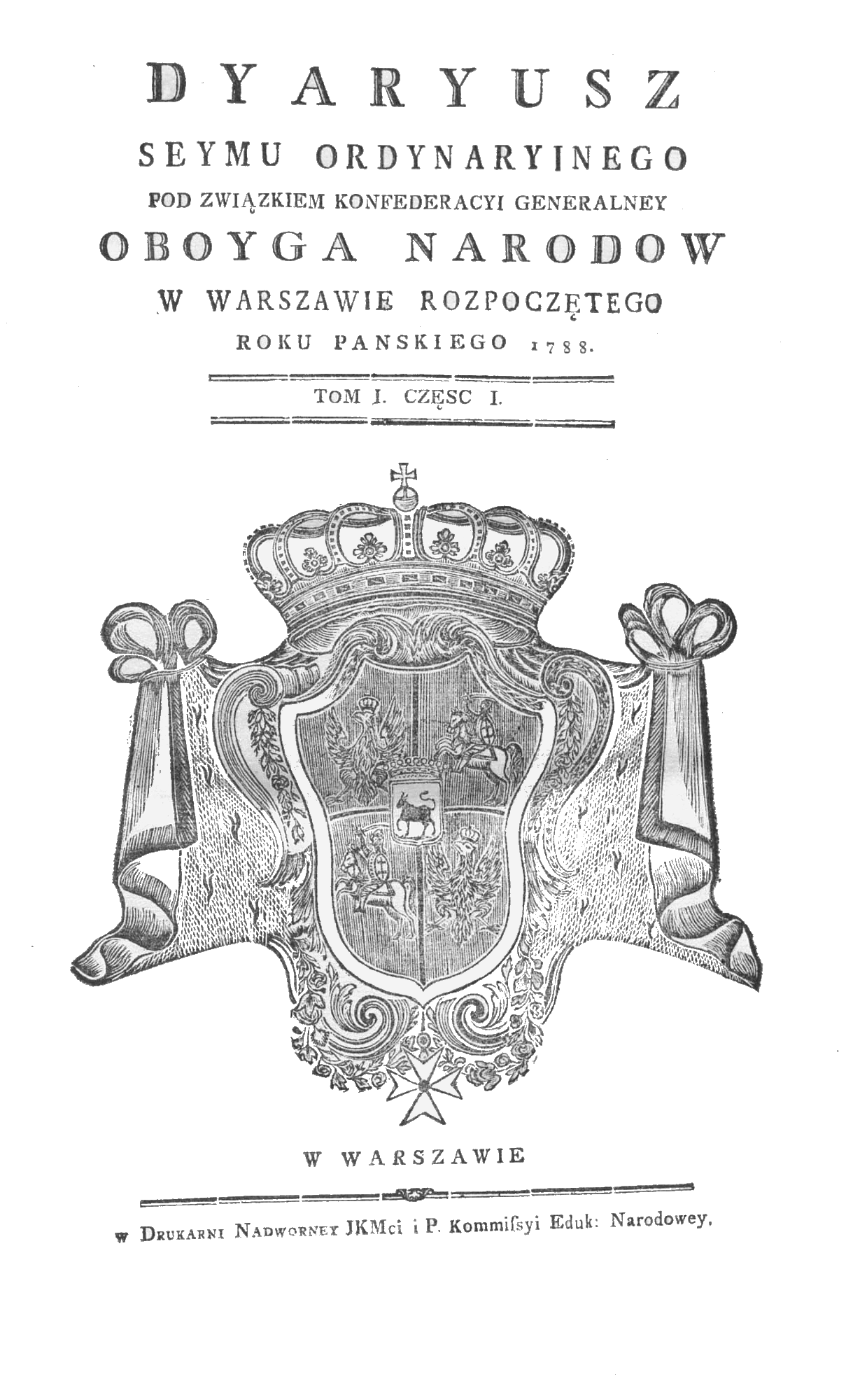
Diariusz Sejmu Czteroletniego 1788-1792

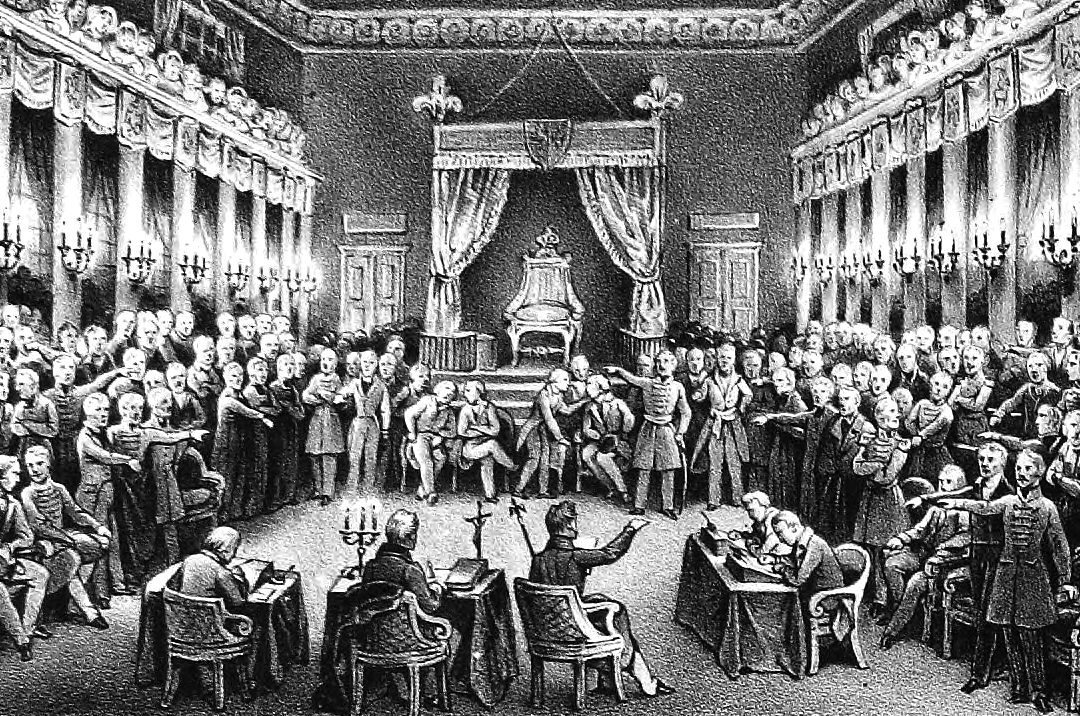
Uchwała Sejmu o detronizacji Mikołaja I w 1831

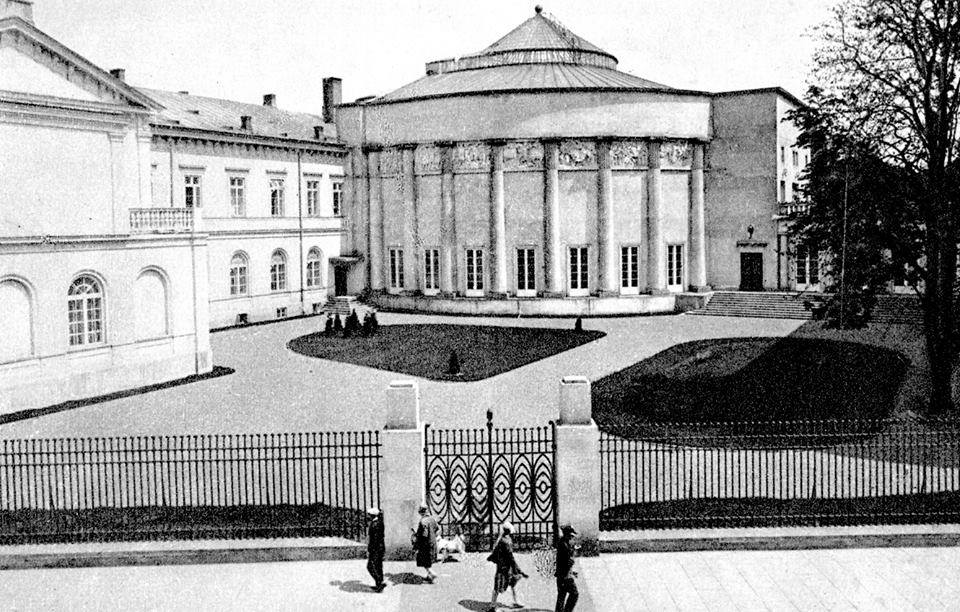
Nowy gmach Sejmu 1930

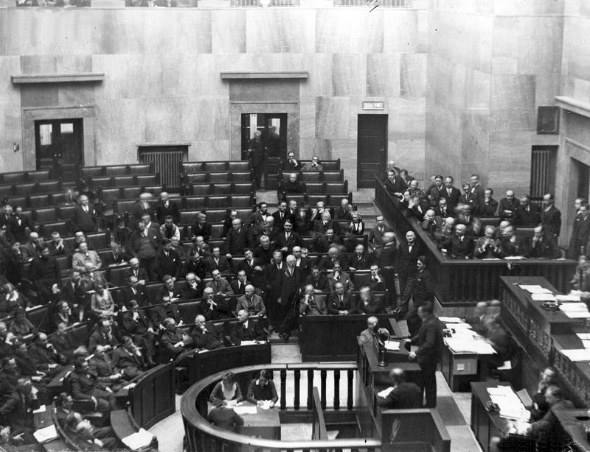
Obrady Sejmu, 1931

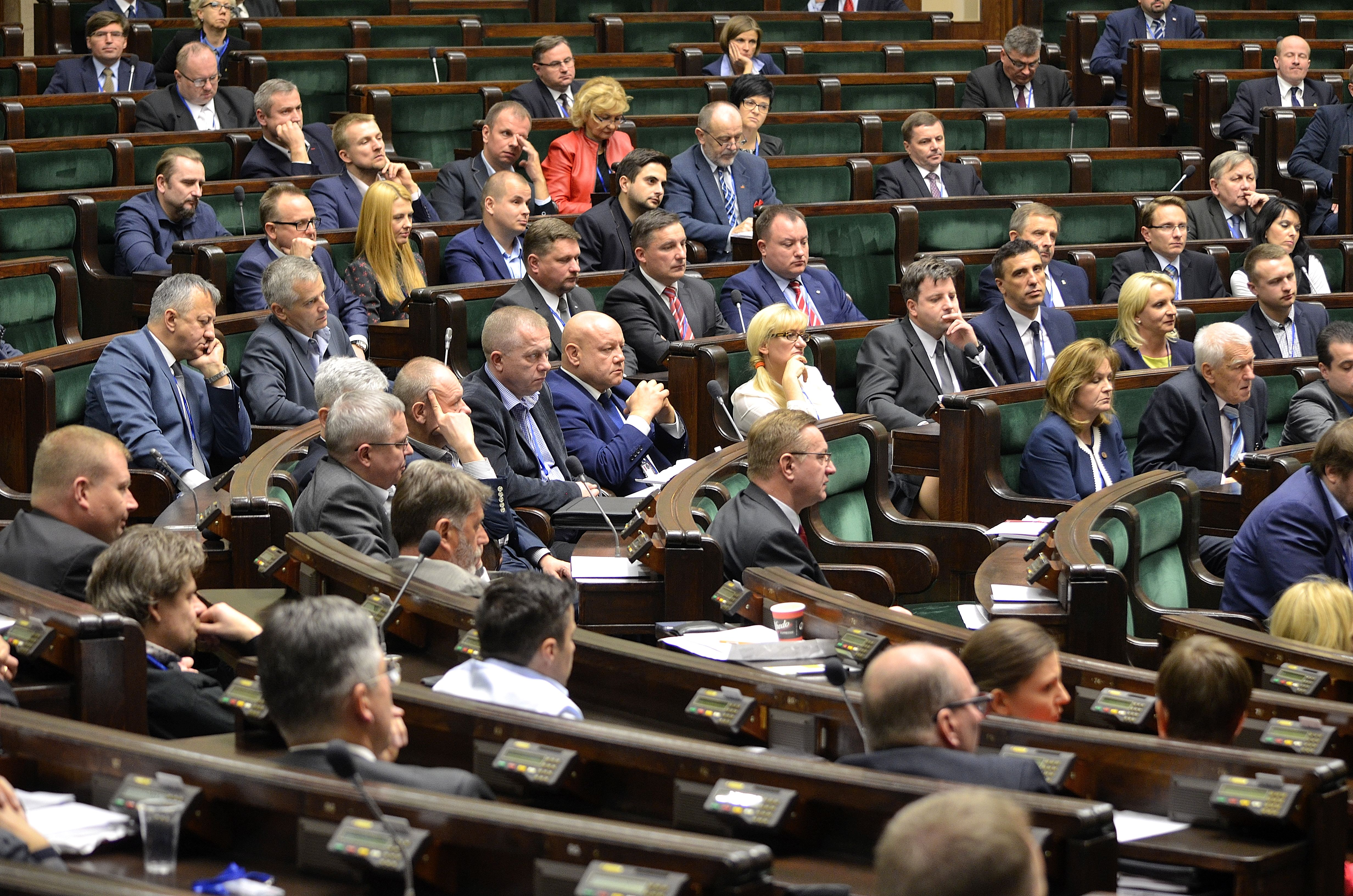
Nowo wybrani posłowie VIII kadencji w Sali Posiedzeń (2015)

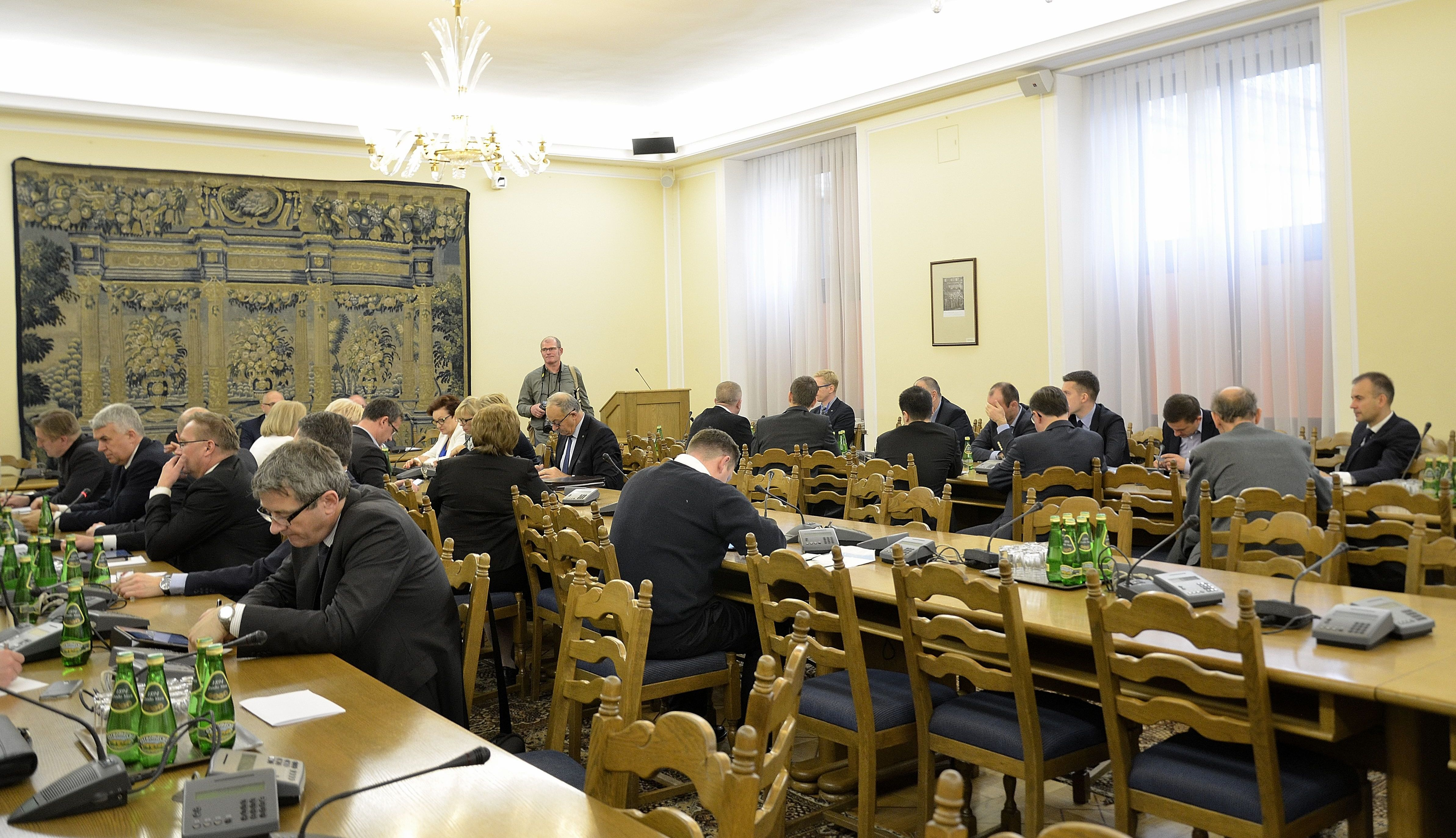
Posiedzenie sejmowej Komisji Gospodarki i Rozwoju (2015)

Sejm Rzeczypospolitej Polskiej (Sejm RP), Sejm – jedna z dwóch izb parlamentu Rzeczypospolitej Polskiej tradycyjnie określana jako: „izba niższa”. Izba Poselska wyłoniła się z Sejmu walnego w 1493 r.; od uchwalenia ustawy nihil novi (1505 r.) Sejm jest najwyższym organem władzy ustawodawczej w Polsce.
W III Rzeczypospolitej Sejm stanowi niższą izbę polskiego parlamentu. Składa się on z 460 posłów, wybieranych w wyborach powszechnych, równych, bezpośrednich i proporcjonalnych, w głosowaniu tajnym (wybory pięcioprzymiotnikowe). Kadencja Sejmu, zgodnie z Konstytucją, trwa 4 lata; biegnie od dnia pierwszego posiedzenia nowo wybranego Sejmu i trwa do dnia poprzedzającego dzień zebrania się Sejmu następnej kadencji. Zakończenie kadencji może także nastąpić w wyniku jej skrócenia przez Sejm (uchwałą podjętą większością 2/3 ustawowej liczby posłów na podstawie art. 98 ust. 3 Konstytucji) albo przez Prezydenta RP: obligatoryjnie (obowiązkowo), jeżeli procedura zasadnicza powoływania Rady Ministrów oraz obie procedury rezerwowe zakończą się fiaskiem lub fakultatywnie (nieobowiązkowo), jeżeli Prezydent, w ciągu 4 miesięcy od dnia przedłożenia projektu ustawy budżetowej Sejmowi przez Radę Ministrów, nie otrzyma jej do podpisu (na wydanie postanowienia w tej sprawie przysługuje głowie państwa czas 14 dni).
Bierne prawo wyborcze w wyborach do Sejmu RP uzyskuje się w wieku 21 lat, zgodnie z Konstytucją posłem nie może być osoba skazana za przestępstwo umyślne ścigane z oskarżenia publicznego na karę pozbawiania wolności (art. 99 ust. 3 Konstytucji RP), a także osoba ubezwłasnowolniona, pozbawiona praw publicznych lub wyborczych. Poza tym występuje w polskim porządku prawnym zasada incompatibilis, tj. nie można jednocześnie być posłem i pełnić określonych urzędów m.in. Rzecznika Praw Obywatelskich, sędziego, żołnierza czy policjanta.
Sejm działa w trybie permanencji (art. 109 Konstytucji RP), tj. w trakcie kadencji Sejm może zostać zwołany w każdym momencie bez zgody innych organów. Niższa izba obraduje pod przewodnictwem marszałka. Jego obrady co do zasady są jawne, jednak Sejm może w szczególnych wypadkach uchwalić utajnienie obrad bezwzględną większością głosów. Posiedzenia Sejmu odbywają się zazwyczaj co drugi lub co trzeci tydzień (tzw. tydzień sejmowy). Dłuższe przerwy zdarzają się w okresie wakacyjnym oraz świąteczno-noworocznym, a także pomiędzy ostatnim posiedzeniem Sejmu poprzedniej kadencji i pierwszym posiedzeniem nowej kadencji.
Urzędem wspierającym Sejm i jego organy w zakresie prawnym, organizacyjnym, finansowym i technicznym jest Kancelaria Sejmu.
Kompleks budynków Sejmu i Senatu jest usytuowany na skarpie wiślanej w rejonie ulic Wiejskiej, Górnośląskiej i Piotra Maszyńskiego w Warszawie.

## Historia Sejmu Polskiego (do 1989)

### Sejm w Królestwie Polskim
Słowo sejm jest polskim słowem wywodzącym się od czasownika sjąć się (rdzeń: jąć) — "zebrać się", znane jest we wszystkich językach słowiańskich. W języku staropolskim od XV w. w formie sjem i sejm, sjemu zjazd, zgromadzenie. Najwcześniejszy znany opis zawarty został w XII wieku w Cronicae et gesta ducum sive principum Polonorum, a dotyczył czasów legendarnych. Bartosz Paprocki za Wapowskim, Maciejem Miechowitą i Marcinem Kromerem w 1548 pisał o sejmie z roku 700, na którym od wszystkich obrano Gracusa tego, co pamiętny kopiec ma w Krakowie.
Historycznie udokumentowany sejm wyznaczył Władysław I Łokietek na 26 maja 1331 w Chęcinach. Ten ogólnopolski sejm rokował do 14 czerwca tycząc wojny znanej z bitwy pod Płowcami. Wydarzenie to odnotowane jest przez wielu historyków, począwszy od Jana Długosza. W roku 1493 król Jan I Olbracht zwołał sejm walny, czyli zjazd ogólnokrajowy, na którym wyłoniła się izba poselska – osobna izba sejmowa, będąca reprezentacją szlachty wybraną na sejmikach ziemskich. W okresie I Rzeczypospolitej Sejm był przedstawicielem wyłącznie stanu szlacheckiego. Ta formuła była jednym z najważniejszych przywilejów szlacheckich.
W 1505 roku podczas Sejmu w Radomiu uchwalono konstytucję Nihil novi (łac. „nic nowego”), w której poważnie ograniczono kompetencje prawodawcze monarchy I Rzeczypospolitej na rzecz szlachty. Zakazywała ona królowi wydawania ustaw bez uzyskania zgody szlachty, reprezentowanej przez Senat i izbę poselską; król mógł wydawać samodzielne edykty tylko w sprawach miast królewskich, Żydów, lenn, chłopów w królewszczyznach i w sprawach górniczych. Trzy stany reprezentowane w Sejmie to: posłowie, senatorowie i król. Ustawy wówczas nazywano konstytucjami.
W kompetencjach Sejmu było: uchwalanie konstytucji (ustaw) w sprawach wydatków i dochodów państwa, wielkości podatków, liczebności wojska oraz podejmowanie decyzji o wojnie, przymierzach politycznych i sojuszach wojskowych. Sejm był zwoływany przez króla, a w okresie bezkrólewia przez prymasa-interrexa. Wszystkie uchwalone ustawy zawiera historyczny spis prawa, konstytucji i przywilejów Królestwa Polskiego – Volumina Legum. Wydany został drukiem w latach 1732–1793 i zawiera przywileje królewskie i konstytucje sejmowe z lat 1347–1793.
Sejmy były:
- zwyczajne, które zbierały się co 2 lata na okres 6 tygodni;
- nadzwyczajne, które mogły być zwołane w dowolnym terminie na okres 2 tygodni.

Do czasu zawarcia unii lubelskiej w 1569 i utworzenia wspólnego polsko-litewskiego sejmu, jego sesje odbywały się w Piotrkowie, Krakowie, Toruniu, Bydgoszczy, Radomiu, Sandomierzu (sejmik generalny przy osobie króla), Lublinie, Parczewie i w Warszawie. Później w Warszawie, a co trzecia sesja w Grodnie, choć zdarzały się wyjątki.
W XVII wieku Rzeczpospolita przeżywała kryzys. Jednym z jego objawów, choć nie główną przyczyną, było częste zrywanie sejmu za pomocą liberum veto.
Próby zażegnania kryzysu podjął się Sejm Czteroletni z 1791 roku, który uchwalił Konstytucję 3 maja. Próba nie powiodła się i zakończyła się ostatecznym upadkiem Rzeczypospolitej.

### Sejm w okresie zaborów
W XIX wieku pewną rolę odegrały Sejmy Księstwa Warszawskiego i Królestwa Polskiego, Sejm Wielkiego Księstwa Poznańskiego oraz Sejm Krajowy w Galicji.
W 1918 przedstawiciele Polaków żyjących w Niemczech zebrali się na Polskim Sejmie Dzielnicowym w Poznaniu.

### Sejm II RP
W okresie międzywojennym po odzyskaniu niepodległości przez Polskę zwołano jednoizbowy Sejm Ustawodawczy, którego zadaniem było uchwalenie tzw. Małej Konstytucji, która wprowadziła ustrój republikański i system rządów parlamentarnych.
Konstytucja marcowa z 1921 umocniła rolę Sejmu czyniąc z niego (obok Senatu) centralny organ w państwie (tzw. sejmokracja).
Po zamachu majowym, a w szczególności po wejściu w życie konstytucji kwietniowej rola parlamentu zmalała; zwierzchnia władza należała do Prezydenta.
Organem wykonawczym marszałka Sejmu w zakresie spraw przez Konstytucję, ustawy i Regulamin Obrad Sejmu przekazanym było Biuro Sejmu. Na czele Biura Sejmu stał dyrektor. Stanowisko dyrektora Biura Sejmu zajmowali między innymi Władysław Dziadosz (do lipca 1934) i Aleksander Rutkowski (1934–1939).
W czasie II wojny światowej władze RP na uchodźstwie powołały Radę Narodową Rzeczypospolitej Polskiej, która jako organ mianowany przez prezydenta RP z konieczności przejęła większość funkcji parlamentu. W czasie okupacji rolę tę w kraju pełniła Rada Jedności Narodowej.

### Sejm PRL
Po wojnie w Polsce Ludowej powstał parlament jednoizbowy, o roli fasadowej wobec rządzącej PZPR. Istniały też partie satelickie tej partii – Zjednoczone Stronnictwo Ludowe i Stronnictwo Demokratyczne.
W czerwcu 1989 odbyły się wybory do dwuizbowego Sejmu kontraktowego. Porozumienia Okrągłego Stołu zapewniły automatycznie większość kandydatom PZPR i jej koalicjantom (tylko wybory do Senatu nie miały tych ograniczeń).

### Sejm III RP
Wybory w latach 1991 i 1993 przeprowadzono już na podstawie demokratycznych ordynacji. Zgodnie z art. 95 Konstytucji Sejm i Senat są organami państwa w zakresie władzy ustawodawczej.

#### Kadencje Sejmu III RP (od 1991)
| Kadencja | Czas trwania kadencji   | Rozkład miejsc | Skład |
| -------- | ----------------------- | -------------- | --- |
| I        | 25.11.1991 – 31.05.1993 |                | - Unia Demokratyczna 62 - Sojusz Lewicy Demokratycznej 60 - Wyborcza Akcja Katolicka 49 - Polskie Stronnictwo Ludowe Sojusz Programowy 48 - Konfederacja Polski Niepodległej 46 - Porozumienie Obywatelskie Centrum 44 - Kongres Liberalno-Demokratyczny 37 - Porozumienie Ludowe 28 - Niezależny Samorządny Związek Zawodowy „Solidarność” 27 - Polska Partia Przyjaciół Piwa 16 - Mniejszość Niemiecka 7 - Pozostałe komitety 36 Kluby poselskie w trakcie kadencji |
| II       | 19.09.1993 – 20.10.1997 |                | - Sojusz Lewicy Demokratycznej 171 - Polskie Stronnictwo Ludowe 132 - Unia Demokratyczna 74 - Unia Pracy 41 - Konfederacja Polski Niepodległej 22 - Bezpartyjny Blok Wspierania Reform 16 - Pozostałe komitety 4 Kluby poselskie w trakcie kadencji |
| III      | 20.10.1997 – 18.10.2001 |                | - Akcja Wyborcza Solidarność 201 - Sojusz Lewicy Demokratycznej 164 - Unia Wolności 60 - Polskie Stronnictwo Ludowe 27 - Ruch Odbudowy Polski 6 - Mniejszość Niemiecka 2 Kluby poselskie w trakcie kadencji |
| IV       | 19.10.2001 – 18.10.2005 |                | - Sojusz Lewicy Demokratycznej 200 - Platforma Obywatelska 65 - Samoobrona Rzeczpospolitej Polskiej 53 - Prawo i Sprawiedliwość 43 - Polskie Stronnictwo Ludowe 42 - Liga Polskich Rodzin 36 - Unia Pracy 16 - Mniejszość Niemiecka 2 Kluby poselskie w trakcie kadencji |
| V        | 19.10.2005 – 4.11.2007  |                | - Prawo i Sprawiedliwość 155 - Platforma Obywatelska 133 - Samoobrona Rzeczpospolitej Polskiej 56 - Sojusz Lewicy Demokratycznej 54 - Liga Polskich Rodzin 34 - Polskie Stronnictwo Ludowe 25 - Mniejszość Niemiecka 2 Kluby poselskie w trakcie kadencji |
| VI       | 5.11.2007 – 7.11.2011   |                | - Platforma Obywatelska 209 - Prawo i Sprawiedliwość 166 - Lewica i Demokraci 51 - Polskie Stronnictwo Ludowe 31 - Mniejszość Niemiecka 1 Kluby poselskie w trakcie kadencji |
| VII      | 8.11.2011 – 11.11.2015  |                | - Platforma Obywatelska 207 - Prawo i Sprawiedliwość 138 - Ruch Palikota 41 - Sojusz Lewicy Demokratycznej 26 - Polskie Stronnictwo Ludowe 25 - Solidarna Polska 18 - Mniejszość Niemiecka 1 Kluby poselskie w trakcie kadencji |
| VIII     | 12.11.2015 – 11.11.2019 |                | - Prawo i Sprawiedliwość 235 - Platforma Obywatelska 138 - Kukiz'15 42 - Nowoczesna 28 - Polskie Stronnictwo Ludowe 16 - Mniejszość Niemiecka 1 Kluby poselskie w trakcie kadencji |
| IX       | 12.11.2019 – 12.11.2023 |                | - Prawo i Sprawiedliwość 235 - Koalicja Obywatelska 134 - Sojusz Lewicy Demokratycznej 49 - Koalicja Polska 30 - Konfederacja Wolność i Niepodległość 11 - Mniejszość Niemiecka 1 Kluby poselskie w trakcie kadencji |
| X        | 13.11.2023 –            |                | - Prawo i Sprawiedliwość 191 - Koalicja Obywatelska 157 - Polska 2050 33 - Polskie Stronnictwo Ludowe 32 - Nowa Lewica 26 - Konfederacja Wolność i Niepodległość 18 - Wolni Republikanie 3 Kluby poselskie w trakcie kadencji |

## Organy Sejmu
Zgodnie z art. 9 Regulaminu Sejmu: organy izby niższej to:
- Marszałek Sejmu
- Prezydium Sejmu
- Konwent Seniorów
- komisje sejmowe, dzielące się na:
  - komisje stałe
  - komisje nadzwyczajne
  - komisje śledcze.

## Kadencja Sejmu

### Początek i długość kadencji
Kadencja Sejmu zaczyna się od dnia zebrania się nowo wybranego Sejmu do dnia poprzedzającego zebranie się Sejmu następnej kadencji. Pierwsze posiedzenie Sejmu zwołuje Prezydent.
Wybory zarządza Prezydent i wyznacza ich datę:
- nie później niż na 90 dni przed upływem czterech lat od rozpoczęcia kadencji ustępującego parlamentu (w normalnym trybie),
- nie później niż na 45 dni po dniu ogłoszenia skrócenia kadencji parlamentu przez Sejm lub Prezydenta.

Pierwsze posiedzenie Sejmu zwołuje Prezydent:
- w 30 dni od daty wyborów (w normalnym trybie),
- w 15 dni od daty wyborów (w przypadku skrócenia kadencji parlamentu)[12].

### Zakończenie kadencji Sejmu
- w sposób zwyczajny – upływ kadencji (4 lata),
- w sposób nadzwyczajny – przed upływem kadencji:
  - na skutek uchwały Sejmu o skróceniu kadencji parlamentu podjętej przez 2/3 ustawowej liczby posłów,
  - na skutek skrócenia kadencji parlamentu przez Prezydenta, po zapoznaniu się z opinią Marszałka Sejmu i Senatu, przy czym rozwiązania parlamentu nie może dokonać osoba pełniąca obowiązki Prezydenta, a w trakcie obowiązywania stanu nadzwyczajnego obowiązuje bezwzględny zakaz organizowania wyborów parlamentarnych:
    - fakultatywnie – w sytuacji, kiedy w ciągu 4 miesięcy od dnia przedłożenia projektu ustawy budżetowej Sejmowi przez Radę Ministrów nie zostanie ona przedstawiona Prezydentowi do podpisu (Prezydent ma 14 dni na zdecydowanie o skróceniu kadencji parlamentu),
    - obligatoryjnie – jeśli procedura zasadnicza i obie procedury awaryjne powołania Rady Ministrów zakończą się fiaskiem[13].

## Funkcje i uprawnienia Sejmu

### Funkcja ustawodawcza
To podstawowa funkcja Sejmu, która odbywa się przez uchwalanie ustaw (w tym ustawy budżetowej) i uchwał, a przez to określanie podstawowych kierunków działalności państwa. Ponadto w drodze ustawy Sejm upoważnia Prezydenta do ratyfikowania i wypowiadania umów międzynarodowych określonych w art. 89 ust. 1 Konstytucji, tzw. duża ratyfikacja, a także w ramach art. 90 Konstytucji, tzw. wielka ratyfikacja. W ramach tej funkcji wyróżnić można jeszcze funkcję ustrojodawczą, tj. stanowienie norm konstytucyjnych, najważniejszych i podstawowych dla danego systemu prawa i ustroju państwa.

### Funkcja kreacyjna
Polega na bezpośrednim powoływaniu i odwoływaniu organów konstytucyjnych państwa oraz osób, które wchodzą w skład tych organów.
Podstawowym elementem sprawowania funkcji kreacyjnej jest udzielanie wotum zaufania Radzie Ministrów, a w szczególnym wypadku – prawo do samodzielnego powołania rządu (w przypadku uchwalenia wotum nieufności).
Sejm wybiera i powołuje na stanowiska:
- zastępców przewodniczącego i członków Trybunału Stanu
- sędziów Trybunału Konstytucyjnego
- 4 członków Krajowej Rady Sądownictwa
- 2 członków Krajowej Rady Radiofonii i Telewizji[15]
- 3 członków Rady Mediów Narodowych
- 3 członków Rady Polityki Pieniężnej[16]
- Rzecznika Praw Obywatelskich
- Rzecznika Praw Dziecka
- prezesa Najwyższej Izby Kontroli
- prezesa Narodowego Banku Polskiego na wniosek Prezydenta RP
- Prezesa Urzędu Ochrony Danych Osobowych
- członków Kolegium Instytutu Pamięci Narodowej.

Oprócz tego istnieją inne stanowiska państwowe, na które powołuje Marszałek Sejmu w porozumieniu z odpowiednimi organami:
- członków Rady Ochrony Pracy.

### Funkcja kontrolna
Sejm (wraz z Senatem) sprawuje władzę ustawodawczą, lecz ponadto sprawuje także kontrolę nad działaniem władzy wykonawczej.
Funkcja kontrolna odnosi się do rządu i podporządkowanej mu administracji, a polega na możliwości samodzielnego ustalania przez Sejm stanu faktycznego w sprawach dotyczących tych podmiotów (także stanu podstawowych dziedzin życia społecznego) i porównywania go ze stanem nakazanym przez prawo. Może również dotyczyć kontroli polityki prowadzonej w danej dziedzinie (np. polityki zagranicznej).
Jednym z instrumentów kontroli rządu przez Sejm jest prawo uchwalenia konstruktywnego wotum nieufności wobec rządu lub wotum nieufności wobec konkretnego ministra.
W ramach swych uprawnień Sejm może także żądać informacji w danej sprawie, ponadto obecności (na posiedzeniach Sejmu lub komisji) osób sprawujących kontrolowane urzędy. Efektami tej kontroli są: dokonywanie przez Sejm ocen postępowania, sprawozdania, wyrażanie opinii, dezyderatów i przedstawianie sugestii, które nie są prawnie wiążące.
Sejm debatuje corocznie nad wykonaniem przez rząd ustawy budżetowej, opierając się na opinii Najwyższej Izby Kontroli, a efektem dokonanej oceny jest udzielenie bądź nieudzielenie absolutorium dla rządu. Izba rozpatruje też sprawozdania Krajowej Rady Radiofonii i Telewizji, Prezesa Urzędu Ochrony Danych Osobowych, jak również wysłuchuje corocznej informacji Rzecznika Praw Obywatelskich w sprawie stanu przestrzegania wolności, praw człowieka i obywatela.
Szczególnym rodzajem kontroli jest powołanie komisji śledczej do zbadania określonej sprawy. Dla zwiększenia skuteczności kontroli jej działanie zostało uregulowane w specjalnej ustawie, dzięki czemu może ona nakładać na obywateli i organy państwa pewne obowiązki. Komisja ma ułatwiony dostęp do dokumentów, możliwość wzywania osób na świadków, czy też lepiej współpracuje z organami śledczymi, np. prokuratorami.
Spośród indywidualnych, poselskich form kontroli sejmowej wyróżnia się interpelacje oraz zapytania poselskie. Poseł kieruje je do Prezesa Rady Ministrów, ministrów, prezesa NIK lub NBP, którzy w ciągu 21 dni mają obowiązek na nie odpowiedzieć.
Ponadto poseł ma prawo kierować ustnie, na posiedzeniu Sejmu, pytania w sprawach bieżących, na które ich adresaci odpowiadają bezpośrednio na sali sejmowej. Posłowie mają również prawo podjąć interwencję poselską w organie administracji rządowej i samorządu terytorialnego, w zakładzie lub przedsiębiorstwie państwowym, oraz jednostkach gospodarki niepaństwowej, dla załatwienia sprawy swych wyborców lub zapoznania się ze stanem jej rozpatrywania.
Kontrola nad działalnością samorządu terytorialnego odbywa się w sposób pośredni przez kontrolę wykonywania nadzoru nad działalnością samorządu terytorialnego przez Prezesa Rady Ministrów oraz bezpośredni, gdy na wniosek Prezesa Rady Ministrów Sejm ocenia, czy organ stanowiący samorządu terytorialnego „rażąco narusza Konstytucję lub ustawy”.

## Informacje o pracach Sejmu
Prawo do uzyskiwania przez obywateli informacji o działalności organów władzy publicznej oraz osób pełniących funkcje publiczne, obejmuje dostęp do dokumentów oraz wstęp na posiedzenia kolegialnych organów władzy publicznej pochodzących z powszechnych wyborów, z możliwością rejestracji dźwięku lub obrazu, co zagwarantowane jest w art. 61 Konstytucji.
Zgodnie z Regulaminem Sejmu i zarządzeniem Szefa Kancelarii Sejmu z marca 2006 informacja publiczna dotycząca Sejmu i jego organów oraz Kancelarii Sejmu (m.in. druki sejmowe, biuletyny z posiedzeń komisji sejmowych, opinie Biura Analiz Sejmowych, wyniki głosowań) jest na bieżąco udostępniana w Systemie Informacyjnym Sejmu na stronie internetowej www.sejm.gov.pl. Ogłaszanie przez Kancelarię Sejmu informacji w Systemie Informacyjnym Sejmu jest podstawową formą udzielania przez izbę informacji publicznej.
Od 2011 przebieg obrad Sejmu, wszystkich komisji oraz wszystkich podkomisji sejmowych, których zebrania odbywają się w salach przystosowanych do nagrań audio, można także na bieżąco śledzić na stronie w zakładce Transmisje. Ich zapisy archiwalne znajdują się w zakładce Transmisje archiwalne. Nie są transmitowane posiedzenia obrad komisji, jeżeli postanowi ona o odbyciu posiedzenia zamkniętego, bądź gdy regulamin Sejmu wprost przewiduje obowiązek obrad komisji w takim trybie (dotyczy to Komisji ds. Służb Specjalnych oraz Komisji Etyki Poselskiej).
Od sierpnia 2012 internetowa transmisja z posiedzeń plenarnych Sejmu jest uzupełniana tłumaczeniem na język migowy. Powstały również strony internetowe, które umożliwiają śledzenie transmisji z Sejmu z kilku kamer jednocześnie.
Wszystkie materiały archiwalne (zarówno dokumentacja papierowa, jak i zapisy w formie audio) są udostępniane w czytelni głównej lub pracowni archiwum przez Bibliotekę Sejmową. W zbiorach Biblioteki są przechowywane m.in. nagrania z posiedzeń komisji i podkomisji sejmowych oraz papierowe wersje biuletynów komisji (ich wersje elektroniczne od 1993 są także dostępne na stronie internetowej Sejmu w zakładce Archiwum). Każdy obywatel, na takich samych warunkach, ma dostęp do wszystkich zasobów Biblioteki Sejmowej (z kilkoma ograniczeniami wskazanymi w rozporządzeniu Rady Ministrów z czerwca 2011).
W sytuacji, gdy informacja publiczna nie została opublikowana w Systemie Informacyjnym Sejmu, jest ona udostępniana osobom zainteresowanym na ich wniosek skierowany do Biura Korespondencji i Informacji Kancelarii Sejmu.

## Budynki sejmowe
Obrady Sejmu odbywają się w wybudowanym w latach 1925–1928 i rozbudowanym w latach 1949–1952 kompleksie sejmowym znajdującym się w Warszawie przy ulicy Wiejskiej 4/6/8, w rejonie ulic Górnośląskiej i Piotra Maszyńskiego.

## Dzień Sejmu Polskiego
W 2015 Sejm VII kadencji podjął uchwałę o ustanowieniu dnia 1 lipca (zawarcie w 1569 unii lubelskiej) Dniem Sejmu Polskiego.